# Kalejdoskop
Et kalejdoskop (eng.: kaleidoscope) er et rørformet stykke legetøj (som regel af dekoreret pap) med et kikkerthul i den ene ende og indvendig udstyret med spejle. De sædvanligvis to, undertiden tre, spejle er anbragt i en spids eller ret vinkel i forhold til hinanden, så der dannes symmetriske mønstre, når man kigger gennem kikkerthullet. 
Kalejdoskopet blev opfundet af skotten Sir David Brewster i 1816 og patenteret i 1817. Han opkaldte det efter de græske ord καλός (kalos), είδος (eidos) og σκοπέω (scopeο), der betyder henholdsvis smuk, form og syn eller at betragte eller undersøge (altså en smuk-form-betragter). 
Røret kan i den modsatte ende i forhold til kikkerthullet, hvor lyset kommer ind, være fyldt med farvede glasstykker, småsten eller lignende, så der, når man ryster det, dannes forskellige symmetriske mønstre. 
Ud over den her beskrevne klassiske model findes der også mere avancerede og luksuøst udstyrede modeller. Nogle fungerer på den måde, at det er motiver uden for apparatet, der spejles og danner symmetriske mønstre, sådan at mønsteret ændrer sig alt efter, hvor røret rettes hen. På engelsk kaldes sådan en apparat et teleidoscope.
Vinklen mellem spejlene er bestemmende for det symmetriske mønsters udseende. Ved 45 grader fås otte spejlinger, ved 60 grader fås seks spejlinger og ved 90 grader fire spejlinger. Hvis der er tre eller fire lige store spejle, der slutter til hinanden inden i røret, gentages spejlingerne i det uendelige.
En practical joke består i at sværte kikkerthullet, så hvis en intetanende person kigger i kalejdoskopet og drejer det rundt for at se de interessante mønstre, så får vedkommende et "blåt øje".
- Eksempler på kaleidoskopiske spejlinger.
- Sådan kan verden eksempelvis se ud gennem et kalejdoskop.